# 鎌倉大日記
『鎌倉大日記』（かまくらおおにっき）は、足利氏を中心とした作者不詳の年代記。南北朝時代末期頃の成立で、以後書き継がれたと考えられる。

## 概要
生田本と彰考館本の2系統があり、伝本により記載期間が異なる。
生田本は治承4年（1180年）から永享11年（1439年）まで、彰考館本は治承4年（1180年）から天文8年（1539年）まで記載される。